# 서울 흥천사 극락보전
흥천사 극락보전(興天寺 極樂寶殿)은 대한민국 서울특별시 성북구 돈암동에 있다.서방 극락세계에서 설법하고 있는 아미타불을 봉안한 법당으로, 조선 철종 4년에 다시 지어진 건물이다. 1985년 12월 5일 서울특별시의 유형문화재 제66호로 지정되었다.

## 개요
흥천사는 창건 당시부터 정토신앙의 사찰로 유지되어 왔기 때문에 아미타불을 주존으로 모신 극락보전이 중심건물이다.
흥천사 극락보전은 철종 4년에 구봉 계장 스님이 중수하였다. 규모는 정면 3칸·측면 3칸이며, 지붕 옆면이 여덟 팔자 모양인 팔작지붕집이다. 지붕 처마를 받치면서 장식을 겸하는 공포가 기둥 위와 기둥 사이에도 놓인 다포양식 건물이다. 돌층계를 정면에 두고 기둥은 창방과 평방으로 결구하고 기둥 사이에도 전ㆍ후면에서는 각 2구, 측면에서는 각 1구의 공간포를 두었다.
정면 3칸에는 꽃살 창호를 달고 좌ㆍ우 뒷면은 판벽이다. 내부 바닥은 우물마루이고 천장은 가운데 우물천정을 두었다. 문에는 화려한 꽃무늬가 조각되어 있고 가운데 두 기둥 위에 돌출 되어 있는 용머리 장식이 특징이다.

## 갤러리

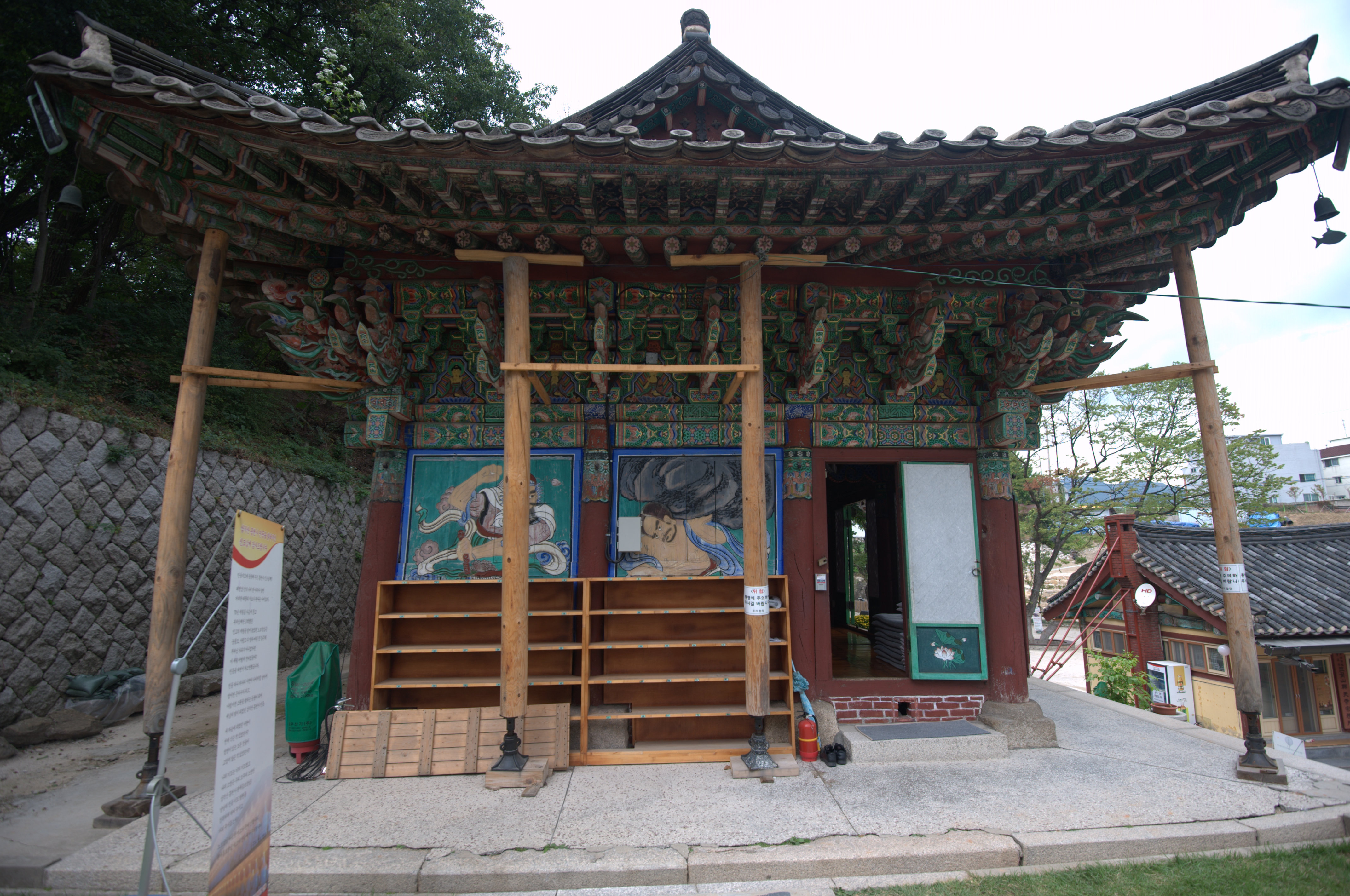
극락보전 좌측면
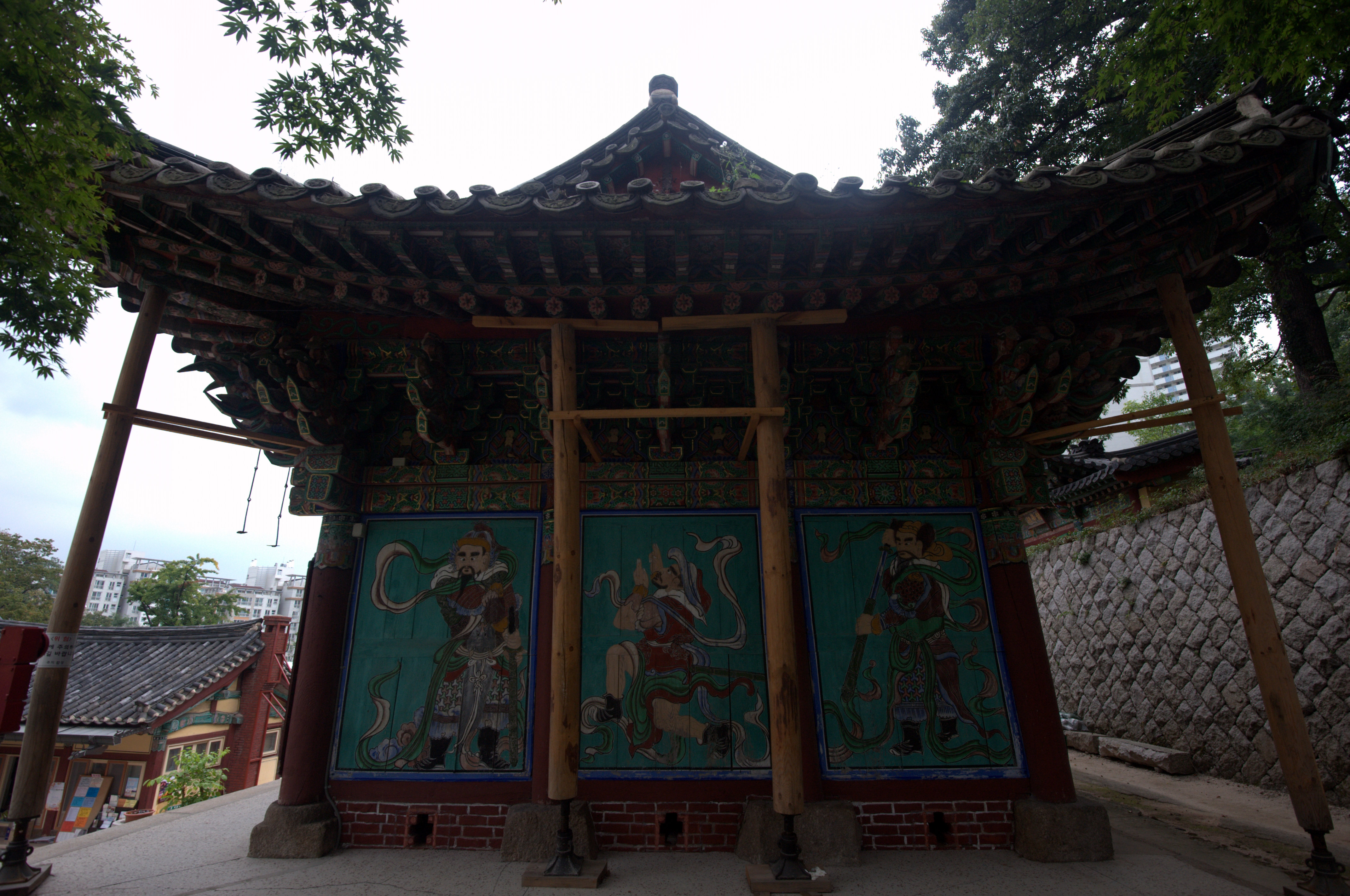
극락보전 우측면

## 같이 보기
- 서울 흥천사
- 흥천사 명부전

## 참고자료
- 서울 흥천사 극락보전 - 국가유산청 국가유산포털

 본 문서에는 서울특별시에서 지식공유 프로젝트를 통해 퍼블릭 도메인으로 공개한 저작물을 기초로 작성된 내용이 포함되어 있습니다.